# 上海月湖雕塑公园
月湖雕塑公园是中華人民共和國上海市松江區的一個公園，也是國家4A級旅遊景區，面積為1300畝，公園內有名為月湖的人工湖，面積為465畝，湖邊分為春、夏、秋、冬四個岸區。公園內還有來自世界各國的70多件雕塑作品。公園于2005年正式对外开放。

## 外部連結
- 官方网站